# Kolonialkrieg Spaniens gegen Brunei
Der Kolonialkrieg Spaniens gegen Brunei (historisch auch „Kastilienkrieg“) war eine militärische Auseinandersetzung um die Vorherrschaft in der Region des Südchinesischen Meeres, der Sulusee und der angrenzenden malaiischen und philippinischen Inselwelt zwischen dem expansiven spanischen Kolonialreich einerseits, mit Sitz auf den Philippinen und andererseits den seit dem Mittelalter an der Nordküste Borneos ansässigen malaiischen Herrschern des Sultanats Brunei. Beide Parteien waren expansiv gesonnen und hatten in den Jahrhunderten zuvor ihren Einflussbereich stetig ausgeweitet. In der malaiischen Inselwelt rund um Borneo und die Sulusee kollidierten in der Mitte des 16. Jahrhunderts diese Expansionsbestrebungen, verbunden mit Religionskonflikten zwischen dem Islam und dem Christentum. Im Zuge des Konflikts verlor Brunei umfassende Gebiete an die Kolonialmächte, konnte seine staatliche Eigenständigkeit formal jedoch erhalten und stellt dadurch heute den Staat dar, welcher die längste durchgehende Phase des Islam als Staatsreligion aufweist.

## Hintergrund
Seit Mitte des 16. Jahrhunderts wollten die Europäer in Südostasien, der Bezugsquelle für Gewürze, Fuß fassen. Spanien wollte auch die Akzeptanz des Christentums, des weit überwiegenden Glaubens in Europa, verbreiten, zur Not auch mit Gewalt. Seit dem Fall von Konstantinopel im Jahre 1453 wurden die Landwege vom östlichen Mittelmeerraum nach Südostasien durch Zentralasien und den Nahen Osten von den Osmanen, Persern, Arabern, Indern und Malaien kontrolliert.
Die Portugiesen und später die Spanier versuchten, eine alternative Route auf dem Seeweg nach Südostasien zu finden, damit sie mit den Malaien Gewürze und andere Produkte tauschen konnten, ohne Zwischenhändler nutzen zu müssen.
Insbesondere die Portugiesen realisierten dies Vorhaben, indem sie 1511 nach der Eroberung von Stützpunkten auf der Indienroute dann Malakka, die südostasiatische Drehscheibe des maritimen Gewürzhandels, bereits zwei Jahre nach ihrer Ankunft in der Region eroberten. In den eroberten Regionen wurden die lokalen Fürsten großenteils zu Vasallen und Erfüllungsgehilfen der iberischen Eroberer.
Die Spanier kamen schon Anfang des 16. Jahrhunderts mit der Magellan-Expedition in der Region an. Ihre dauerhafte Anwesenheit in dem Archipel, der heute Teil der Philippinen ist, sowie die Absicht Spaniens, das Christentum zu verbreiten, verursachten schwere Konflikte mit Brunei, das von Sultan Saiful Rijal regiert wurde, Konflikte, die schließlich zum (in der dortigen Region so genannten) „Kastilienkrieg“ führten.
Damals war Brunei ein lose verbundenes Großreich mit vielen lokalen Fürsten, die sich allesamt dem Sultan von Borneo bzw. Brunei zuordneten, ein Reich, das sich auf der Nord- und Nordostküste der Insel Borneo erstreckte und über verwandtschaftliche Kontakte und arrangierte Ehen (im Sultanat von Jolo) auch beanspruchte, Teile der Philippinen zu beherrschen – ein Reich, das im Wege der Ausbreitung des Islam wichtigste Regionalmacht mit weiteren Expansionsgelüsten war –  und damit scharfer Konkurrent und Opponent der spanischen Kolonialherren in Manila.

## Spanische Ankunft auf den Philippinen
Die Spanier waren in der philippinisch-malaiischen Region schon 1521 mit der Expedition von Magellan auf Cebu und auf Borneo angelandet, hatten dort kurzzeitig auch christlich missioniert, hatten aber die christlichen Ansätze in militärischen Konflikten wieder verloren, die dann Magellan auch das Leben kosteten.
Von ihren Häfen in Mexiko aus schickte Spanien mehrere Expeditionen auf die Philippinen. 1565 ließ sich Miguel López de Legazpi auf Cebu nieder. Eine Zeit lang wurde Cebu zur Hauptstadt des Archipels und zum Haupthandelsposten. Cebu war auch die erste Stadt, in der das Christentum Fuß fasste.
Aus diesem Grund kollidierten die spanischen Bestrebungen mit denen von Brunei. Zwischen 1485 und 1521 hatte das Sultanat Brunei, angeführt von Sultan Bolkiah, den Bundesstaat Kota Serudong (auch als Königreich Maynila bekannt) als Brunei-Marionettenstaat gegen das örtliche Königreich Tondo gegründet. Der Islam wurde weiterhin gestärkt durch die Ankunft von Händlern und durch missionarische Aktivitäten in Südostasien aus den Gebieten des heutigen Malaysia und Indonesien auf den Philippinen.
Trotz des Einflusses von Brunei vereinfachten die verschiedenen Staaten auf den Philippinen letztlich die spanische Kolonialisierung. Im Jahr 1571 griff Miguel López de Legazpi aus Spanien das islamische Manila an und christianisierte es, das dann zur Hauptstadt der philippinischen Inseln und auch zu einem Zentrum des Handels und der Evangelisierung wurde. Die Visayaner, Menschen aus dem Fürstentum, Kedatuan von Madja-as und dem Rajahnat oder Königreich von Cebu, die vor dem Einzug der Spanier gegen das Sultanat Sulu und das Königreich Maynila geführt hatten, wurden nun Verbündete der Spanier gegen das Sultanat Brunei.
Der Ausbruch des (lokal so benannten) „kastilischen Krieges“ fiel in eine Zeit religiösen Eifers in Europa und in vielen Teilen der Welt, als alle jeweils einer einzigen Staatsreligion folgten. In Spanien war die Staatsreligion der römisch-katholische Glaube, der Anhänger anderer Glaubensrichtungen wie Juden und Muslime dazu zwang, zu dieser Religion zu konvertieren. Spanien, das seit dem 8. Jahrhundert n. Chr. unter dem Umayyaden-Kalifat von den Muslimen besetzt gewesen war, hatte gerade einen 700 Jahre alten Krieg beendet, um Spanien neu zu christianisieren. Der lange Prozess der Rückeroberung, manchmal durch Verträge, meist durch Krieg, wird als Reconquista bezeichnet. Der Hass der Spanier gegen die Muslime, die einst in Spanien eingedrungen waren, hatte den „kastilischen Krieg“ gegen die muslimischen Bruneianer angeheizt.
Dieser Krieg war zugleich auch der Anfang der spanisch-„maurischen“ Kriege auf den Philippinen gegen das Sultanat Sulu und das Sultanat Maguindanao auf Mindanao –  Auseinandersetzungen, die auf Mindanao, auf den Molukken und weiteren Inseln der malaiischen Inselwelt bis heute fortbestehen.
Somit sind die Kolonialkriege Spaniens in Südostasien auch einer der Initial- und Brennpunkte der Auseinandersetzungen zwischen Christentum und Islam.
Der spanische Gouverneur in Manila, Francisco de Sande, war 1576 aus Mexiko angereist. Er schickte eine offizielle Gesandtschaft in das benachbarte Brunei, um Sultan Saiful Rijal zu treffen. Er erklärte dem Sultan, dass er gute Beziehungen zu Brunei haben wolle, und bat um Erlaubnis, das Christentum in Brunei zu verbreiten. Gleichzeitig forderte er ein Ende der islamischen Glaubensverbreitung seitens Brunei auf den Philippinen. Sultan Saiful Rijal stimmte diesen Bedingungen nicht zu und sprach sich auch gegen die Evangelisierung der Philippinen aus, die er als Teil des Dār al-Islām, der islamischen Kommunität, und auch als seinen angestammten Herrschaftsbereich ansah, indem das Sultanat Brunei eine gewisse regionale Oberhoheit einnahm und großen Respekt der anderen lokalen islamischen Fürsten genossen hatte.
In Wirklichkeit betrachtete de Sande das Sultanat Brunei als Bedrohung der spanischen Präsenz in der Region und behauptete, dass „die Moros aus Borneo die Lehre von Mahoma predigen und alle Moros der Inseln bekehren“.

## Der Krieg
1578 erklärte Spanien den Krieg. Im März desselben Jahres startete die spanische Flotte, angeführt von De Sande selbst als Generalkapitän, in Richtung Brunei. Die Expedition bestand aus 400 Spaniern, 1500 philippinischen Eingeborenen und 300 Borneanern. Die Kampagne war eine von vielen weiteren Expeditionen, die auch Aktionen auf Mindanao und Sulu beinhalteten.
Spanien gelang am 16. April 1578 die Invasion der Hauptstadt von Brunei, Kota Batu, mit Hilfe zweier verärgerter Brunei-Adliger, Pengiran Seri Lela und Pengiran Seri Ratna. Der erstere war nach Manila gereist, um Brunei als Kolonialgebiet Spaniens anzubieten, auch um den Brunei-Thron wiederzuerlangen, der von seinem Bruder Saiful Rijal usurpiert worden war. Spanien willigte ein, Pengiran Seri Lela zum Sultan zu machen, sollte es Brunei erobern, und Pengiran Seri Ratna dann zum neuen Bendahara (Wesir, oberster Minister) zu machen.
Sultan Saiful Rijal und Paduka Seri Begawan Sultan Abdul Kahar mussten nach Meragang fliehen, dann nach Jerudong, wo sie Pläne fassten, die Eroberungsarmee der Spanier aus Brunei zu vertreiben. In der Zwischenzeit erlitt Spanien durch einen Ausbruch der Cholera schwere Verluste. Geschwächt von der Krankheit beschlossen sie, Brunei nach nur 72 Tagen am 26. Juni 1578 zu verlassen und nach Manila zurückzukehren. Zuvor brannten die die Moschee nieder, ein hohes Gebäude mit einem fünfstufigen Dach.
Pengiran Seri Lela starb im August oder September 1578, wahrscheinlich an der gleichen Krankheit, die seine spanischen Verbündeten befallen hatte, obwohl auch Gerüchte kursierten, dass er vom regierenden Sultan vergiftet worden sein könnte.
Seri Lelas Tochter, eine Prinzessin von Brunei, verließ die spanische Gruppe und heiratete den christlichen Tagalog-Philipino Agustín de Legazpi von Tondo, sie hatten Kinder auf den Philippinen.

## Erzählungen, Sagen versus Geschichtsforschung
Die lokalen Berichte, Geschichten und Sagen von Brunei unterscheiden sich stark von der allgemein akzeptierten historischen Sicht der Ereignisse. Der „kastilische Krieg“ ging als heroische Episode in die nationalen Erzählungen Nordborneos ein, denen zufolge der oberste Minister Bendahara Sakam, angeblich ein Bruder des regierenden Sultans, mit 1000 einheimischen Kriegern die Spanier vertrieben habe.
Diese Version wird jedoch von den meisten Historikern bestritten und als „gemachte Erinnerung“ an einen Volkshelden betrachtet, die wahrscheinlich Jahrzehnte oder Jahrhunderte später angelegt wurde.

## Die Folgen
Trotz des Rückzugs aus Brunei konnte Spanien verhindern, dass Brunei auch noch auf der Insel Luzon Fuß fasste. Einige Jahre später verbesserten sich die Beziehungen, und Spanien begann mit dem Sultanat Brunei Handel zu treiben. Dies geht aus einem 1599 datierten Brief des Generalgouverneurs von Manila Don Francisco de Tello de Guzmán hervor, in dem er die Rückkehr zu normalen Beziehungen forderte. Das Ende des „kastilischen Krieges“ ermöglichte es Spanien auch, sich auf den Krieg gegen die „Moros“, die islamische Bevölkerung hauptsächlich auf Mindanao zu konzentrieren –  ein Konflikt, der auf den Philippinen bis heute fortbesteht.
Das Sultanat von Brunei sollte auf See und zwischen den Inseln kein großes Reich mehr sein. Es wurde schließlich zu einem Stadtstaat, ließ die bisherige territoriale Expansionspolitik beiseite und musste das umgebende Territorium an der Nordküste Borneos wegen der Unruhen im Territorium von Brunei an James Brooke geben, bis es dann eine der kleinsten Nationen der Welt heute wurde.
Die neue Politik Bruneis der anhaltenden Vorsicht im Umgang mit den europäischen Mächten ermöglichte es Brunei, als Staat zu überleben und der älteste ununterbrochen islamisch regierte Staat zu werden.